# آکی ایچیجو
آکی ایچیجو (انگلیسی: Aki Ichijo؛ زادهٔ ۱۳ نوامبر ۱۹۶۹) بازیکن بسکتبال اهل ژاپن بود.